# Conus tribblei
Espèce
Statut de conservation UICN

 LC  : Préoccupation mineure
Conus tribblei est une espèce de mollusques gastéropodes marins de la famille des Conidae.
Comme toutes les espèces du genre Conus, ces escargots sont prédateurs et venimeux. Ils sont capables de « piquer » les humains et doivent donc être manipulés avec précaution, voire pas du tout.

## Description
La taille de la coquille varie entre 42 mm et 138 mm.

## Distribution
Cette espèce marine est présente au large du Japon, de Taiwan, du Vietnam, des Philippines, des Îles Salomon et de l'Australie (Australie-Occidentale).

### Niveau de risque d’extinction de l’espèce
Selon l'analyse de l'UICN réalisée en 2011 pour la définition du niveau de risque d'extinction, cette espèce est largement distribuée où elle est présente du Japon aux Philippines, y compris Taïwan, avec d'autres populations dans le nord-ouest de l'Australie et les îles Salomon, et une sous-espèce en Nouvelle-Calédonie et au Queensland. Les indicateurs du marché suggèrent que cette espèce à large répartition est commune. Il n'y a pas de menaces connues pour cette espèce. Elle est classée dans la catégorie " préoccupation mineure ".

## Taxonomie

### Publication originale
L'espèce Conus tribblei a été décrite pour la première fois en 1977 par le malacologiste américain Jerry Glenn Walls dans « The Pariah »,.

### Synonymes
- Conus (Rhizoconus) suluensis Shikama, 1979 · non accepté
- Conus (Splinoconus) tribblei Walls, 1977 · appellation alternative
- Conus alrobini (Thach, 2016) · non accepté
- Conus suluensis Shikama, 1979 · non accepté
- Kioconus alrobini Thach, 2016 · non accepté (combinaison originale)
- Kioconus tribblei (Walls, 1977) · non accepté

### Sous-espèces
- Conus tribblei queenslandis da Motta, 1984, accepté en tant que Conus queenslandis da Motta, 1984